# Montserrat Alcoverro i Marco
Montserrat Alcoverro i Marco, coneguda professionalment com a Montse Alcoverro (Barcelona, 22 d'agost de 1959), és una actriu catalana de teatre, cinema i televisió, coneguda pel seu paper de Maise Serra a El cor de la ciutat.
És membre de l'Associació d'Actors i Directors Professionals de Catalunya, de l'Acadèmia del Cinema Català, de l'Associació de Dones Creadores Escèniques, i de l'Acadèmia de les Arts i les Ciències Cinematogràfiques d'Espanya, entre d'altres.

## Biografia
Montse Alcoverro va néixer a Barcelona el 22 d'agost de 1959, és una actriu i directora de producció, coneguda por Secrets de Xangai (2011), El cor de la ciutat (2000), Katmandú, un mirall al cel (2011) i el paper d'Úrsula Dicenta a la sèrie televisiva Acacias 38.
Va estudiar art dramàtic (1978-1982) amb el director Oswaldo Calatayud; cant (1983) amb Josefina Lipuañez; moviment i energia amb Lola Poveda (1985) i dansa amb Teresa Grillé (1986).
Va iniciar-se com a productora, codirectora, coguionista i actriu a Hipotenusa Producciones Teatrales (1982-84). També va coproduir “El Malentendido” d'Albert Camus, estrenada en el Tantarantana Teatre (1994) i “Melosa Fel” de Lluís. A. Baulenas, estrenada a la Sala Muntaner. Va ser coproductora executiva de “Blondine Sucht Million Lebens” (1993) i productora de “Medea Materal Medea” de Heiner Miller (Festival Novembre Vaca 2014). Productora de “laSal” d'Eva Hibernia. (Festival Novembre Vaca 2012), i coautora i codirectora de “Subterrànies, sobreviure entre bombes”, Refugi antieri 307(Festival Novembre Vaca 2011)
Va ser directora i programadora del Ciclo de Directoras de Cine de España (2000). Va formar part del jurat de la “14a Mostra de Curts de Vilafranca del Penedès, així com comissària i directora del Ciclo de Directoras de Cine de Cataluña, presentat a Aguascalientes, Mèxic, 2008. Va ser comissària i directora del Cicle de Directores de Cinema de Catalunya presentat a Sardenya i Capri (Itàlia, 2009).

## Obres

### Televisió
- 1987: El bigote de Babel
- 1992: V comme vengeance (episodi Caramboles)
- 1995: Stirb für mich, telefilm de Michael Gutmann
- 1995: Dones i homes, telefilm d'Antoni Verdaguer
- 1996: Oh! Espanya (episodi Andalusia)
- 1997: Nova ficció (episodi Més fort que la vida mateixa)
- 1999: Versprich mir, dass es den Himmel gibt, telefilm de Martin Enlen
- 2001: Des del balcó, minisèrie
- 2001: Només per tu, telefilm de Jordi Cadena
- 2002: Ana y los siete (episodi Así empezó todo)
- 2003: Joc de mentides, telefilm de Lluís Zayas
- 2003: La vida aquí, telefilm de Jesús Font
- 2004: Los Serrano (episodi Yo confieso)
- 2004: Geerbtes Glück, telefilm de Heidi Kranz
- 2004: Hospital Central (episodi Héroes o personas)
- 2004: Maigret: L'ombra cinese, telefilm de Renato De Maria
- 2005: Le meilleur commerce du monde, telefilm de Bruno Gantillon
- 2005-2009: El cor de la ciutat
- 2007: Vida de família, telefilm de Llorenç Soler
- 2007: Cuenta atrás (episodi Instituto Bretón, 09:23 horas)
- 2009: Doctor Mateo (episodi De cómo Mateo siempre será Mateo)
- 2008: Gràcies, Quixot, telefilm de Sibylle Tafel
- 2010: Secrets de Xangai (sèrie TV): Teresa
- 2011:  Atrapats (Telefilm): Olga
- 2012: Concepción Arenal, la visitadora de cárceles (telefilm): Esperanza
- 2014: 39+1 (sèrie TV): Directora Institut
- 2014-2016: Polònia (sèrie TV): diversos personatges
- 2015-2018: Acacias 38 (sèrie TV): Doña Úrsula Dicenta

### Cinema
- 1990: Pont de Varsòvia, de Pere Portabella
- 1994: Tríptico, de Carlos Atanes
- 1995: Transatlantis, de Christian Wagner
- 1997: No se puede tener todo, de Jesús Garay
- 1999: Sobreviviré, de Alfonso Albacete i David Menkes
- 2000: Dones, de Judith Colell
- 2001: Figli/Hijos, de Marco Bechis
- 2001: Buñuel y la mesa del rey Salomón, de Carlos Saura
- 2002: Lola, vende ca, de Llorenç Soler
- 2002: Las puertas del mundo niño, curtmetratge de Marco Antonio Pani
- 2003: Ilegal, d'Ignacio Vilar
- 2004: Cachorro, de Miguel Albaladejo
- 2005: Vorvik, de José Antonio Vitoria
- 2006: Sense tu, de Raimon Masllorens
- 2007: Basura, curtmetratge de Leandro Solari[4]
- 2007: Chuecatown, de Juan Flahn
- 2011: Katmandú, un mirall al cel: Partera
- 2011: 11-11-11: Celia
- 2013: Morales (curt): Maestra
- 2014: A perro flaco (curt): Mare
- 2015: Barcelona, nit d'hivern: Senyora Tortell
- 2015: Antonio cumple 50: Marga

### Teatre
- 2001: Ferdinando, d'Anniballe Ruccello i direcció d'Òscar Molina[5]
- 2001: Novembre vaca: Mira, allà es posa el sol, de Sibylle Berg i direcció de Christina Schmutz[6]
- 2010: La Resclosa, de Michael Azama i direcció de Robert Torres, a la Nau Ivanow (Barcelona)[7]